# Catharosia pygmaea
Catharosia pygmaea là một loài ruồi trong họ Tachinidae.